# Heinz-Joachim Müller-Lankow
Heinz-Joachim Hermann Otto Müller-Lankow (* 1. Januar 1910 in Meiningen; † 26. Februar 1979 in Großburgwedel) war ein deutscher Polizei- und Heeresoffizier, zuletzt Brigadegeneral der Bundeswehr. Von 1966 bis 1968 war er Kommandeur der Heeresoffizierschule I.

## Leben
Beförderungen
- 1934 Oberleutnant (akt.)
- 1939 Hauptmann
- 1942 Major
- 1943 Oberstleutnant
- 1957 Oberst
- 1966 Brigadegeneral

1929 trat er als Offizieranwärter in den Dienst der Landespolizei Hamburg. 1931/32 nahm er am Offizierlehrgang in Hamburg teil. 1932 erwarb er die Führerscheinklassen I bis III. 1933 wurde er zum Polizeileutnant befördert und Zugführer bei der Landespolizei. 1933/34 war er zum 13./Infanterieregiment 6 kommandiert. Danach war er Ordonnanzoffizier bei der Landespolizeigruppe HANSA, in dieser Zeit wurde er zum Polizeioberleutnant (1934) befördert. 1934/35 war er erneut Zugführer bei der 13./Landespolizeigruppe Hamburg.
1935 wurde er in das Heer (Wehrmacht) übernommen. Er war zunächst Zugführer beim 13./Infanterieregiment Gumbinnen, danach Kompaniechef. 1936 besuchte er die Infanterieschule Döberitz. Im selben Jahr wurde er zum Festungspionierstab III kommandiert. 1939 legte er die Wehrkreisprüfung ab. 1939/40 wurde er Inspektionschef an der Infanterieschule. 1940 übernahm er die Kompanie der 4./(MG)Infanterieregiment 22. Im Anschluss absolvierte er den 2. Generalstabslehrgang an der Kriegsschule Berlin. 1941 nahm er an einem Lehrgang beim Chef des Transportwesens in teil. 1941/42 war er Gruppenleiter in der Feldtransportabteilung im Generalstab des Heeres in Zossen bzw. hielt sich im Reservelazarett Hohenlychen und Bad Gastein auf. 1942/43 war er Zweiter Generalstabsoffizier (Ib) der 323. Infanterie-Division. 1943 war er als Verwundeter im Reservelazarett. Es folgte seine Tätigkeit als Quartiermeister des XII. Armeekorps. 1943/44 war er Erster Generalstabsoffizier (Ia) des LV. Armeekorps und 1944 der 708. Infanteriedivision. Im August 1944 geriet er dann in Kriegsgefangenschaft.
Von 1947 bis 1955 war er als Arbeiter, Volontär, Kaufmann und Angestellter tätig. 1955 trat er in die Bundeswehr ein, wo er zunächst Chef des Stabes des Leiters der Annahme im Wehrbereich V in Stuttgart wurde. 1956/57 übernahm er die Leitung. 1957 war er stellvertretender Kommandeur und von 1957 bis 1959 Kommandeur der Kampftruppe B4. 1959 wurde er Kommandeur der Panzergrenadierbrigade 11 in Bogen. Von 1959 bis 1962 fungierte er als Lehrgruppenkommandeur der Schule der Bundeswehr für Innere Führung in Koblenz. 1962/63 war er Unterabteilungsleiter Innere Führung, Personal im Führungsstab der Bundeswehr (Fü B I) in Bonn. 1964/65 wurde er als Amtschef des Bundeswehramts in Bonn verwendet. Es wurde dann der Dienst des Amtschefs im Truppenamt in Köln geregelt. 1966–1968 war er Kommandeur der Heeresoffizierschule I in Hannover. 1968 trat er außer Dienst.
Müller-Lankow war verheiratet und Vater von vier Kindern.

## Ehrungen
- Verdienstorden der Bundesrepublik Deutschland, Bundesverdienstkreuz I. Klasse (1968)